# Boudewijn Bonebakker
Boudewijn Vincent Bonebakker (ur. 16 kwietnia 1968 w Goes) – holenderski muzyk, kompozytor i gitarzysta. Absolwent konserwatorium w Tilburgu. Bonebakker współpracował z takimi zespołami i wykonawcami jak Gorefest, Ed Warby, Peter Vink czy Ross Curry.

## Dyskografia
Gorefest
- False (1993)
- The Eindhoven Insanity (1994)
- Erase (1995)
- Soul Survivor (1996)
- Chapter 13 (2004)
- La Muerte (2005)
- Rise To Ruin (2007)